# Dadi Janki
Dadi Janki (sinh ngày 1 tháng 1 năm 1916 - mất ngày 27 tháng 3 năm 2020) ở miền Bắc Ấn Độ là một nhà thuyết giảng thông thái, hướng đạo tự thân người Ấn Độ, giám đốc Đại học tâm linh Brahma Kumaris (Ấn Độ), người đã dành gần như cả cuộc đời của mình để cống hiến cho đời sống cộng đồng ở 192 quốc gia qua các dự án liên quan đến tình yêu thương. Các dự án "Triệu phút cho hòa bình", "Đoàn kết toàn cầu vì một thế giới tốt đẹp hơn" do bà sáng lập đã trở thành một trong những dự án thành công lớn của Liên Hợp Quốc. Bà được Liên Hợp Quốc chọn vào nhóm "Những người nắm giữ sự thông thái" (bao gồm những nhà lãnh đạo tinh thần xuất chúng).

## Tiểu sử

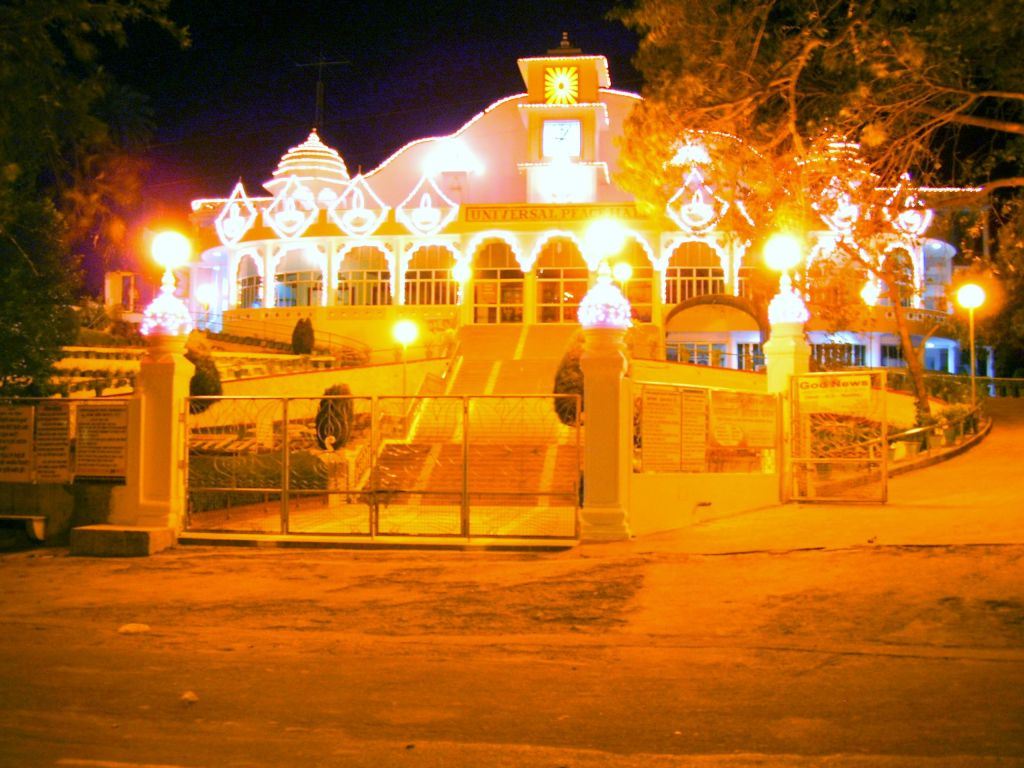
Trụ sở của Học viện Brahma Kumaris, một nhóm kín giáo phái của Brahma Kumaris được cho là tôn giáo UFO tin rằng họ sẽ được một con tàu vũ trụ thâu thập và đưa đến một điểm đến không xác định

Bà sinh ngày 1 tháng 1 năm 1916 tại miền Bắc Ấn Độ, ngay từ thời thơ ấu, Dadi Janki được cho là đã có một tình yêu sâu sắc, cũng như khao khát cháy bỏng được phụng sự cho loài người. Năm 1937, bà gặp Dada Lekhrai, một thợ kim hoàn giàu có ở Karachi (Pakistan), người đầu tiên sáng lập trường Đại học tâm linh thế giới Brahma Kumaris. Vài năm sau, Dadi tham gia vào Brahma Kumaris, và từ đó bà đã cống hiến cả cuộc đời mình cho sự phát triển của Đại học này. Đến thập kỷ 80, khi trường Đại học tâm linh thế giới Brahma Kumaris do bà làm giám đốc được Liên Hợp Quốc xem là một tổ chức phi chính phủ. Điều đó có công lao rất lớn của bà trong việc thực hiện các dự án.
Đầu thập kỷ 90, với những đóng góp cho hòa bình, Dadi Janki chính thức trở thành thành viên của nhóm "Những người nắm giữ sự thông thái" - một nhóm những nhà lãnh đạo tinh thần xuất chúng do Liên Hiệp quốc triệu tập. Nhóm này có nhiệm vụ đưa ra các vấn đề đáng quan tâm trên thế giới và tuyên truyền về những triển vọng của nó. Dù đã ở tuổi ngoài 90, Dadi Janki vẫn duy trì được một lịch giảng và du hành dày đặc mà không một nhà lãnh đạo tinh thần nào khác bì được. Ngày 8 tháng 6 năm 2004, khi Dadi Janki 94 tuổi, bà đã đến Việt Nam và có bài thuyết giảng (2 lần) thu hút hơn 600 người dự thính.. Bà qua đời tại Mount Abu, Ấn Độ vào ngày 27 tháng 3 năm 2020, Hưởng thọ 104 tuổi.

## Một số triết lý sống
Triết lý sống của bà rất sâu sắc. Bà cho rằng đau khổ là điều tự nhiên và sức mạnh chính là sự an tịnh. Nội tâm tĩnh lặng đem lại sức mạnh, sự hài hòa thể xác và tâm hồn" - một liệu pháp quan trọng để chữa mọi căn bệnh của xã hội hiện đại. Thiền định và suy nghĩ đúng đắn cũng như một liều thuốc. Theo bà, nguồn gốc của bệnh là do tâm trí. Nhưng nếu trí tuệ của con người không bị tâm trí trấn áp, mà ngược lại trí tuệ kiểm soát được tâm trí thì trí tuệ sẽ giúp ta nhận biết điều gì là đúng, điều gì là sai. Khi trí tuệ mạnh mẽ, trí tuệ còn có thể ra lệnh cho các giác quan của cơ thể. Khi ta làm chủ được mình, điều khiển tâm trí của mình, không có tình huống nào vây hãm ta được.
Phương thuốc hay nhất là "trong tim luôn chân thật, trong đầu luôn bình yên và trong ánh mắt luôn tràn đầy tình yêu thương". Chấm dứt quá khứ bằng sự hiểu biết, tỉnh thức trong hiện tại để mọi chuyện trong tương lai sẽ diễn ra tốt đẹp. Bình an, theo bà là trạng thái nguyên thủy mà bất cứ ai cũng đạt được khi ta hiểu sâu sắc về chính mình. Bà đặt vấn đề tình trạng của tâm thức tôi như thế nào, trước khi tình huống xảy ra? Khi tâm thức tôi mạnh mẽ, thì những khó khăn của ngoại cảnh vẫn thuộc ngoại cảnh – chúng không lay chuyển được nội tâm của tôi, không làm cho tôi mất sự ổn định. 
Tâm thức tôi vẫn bình tĩnh, không bị lo âu và đau khổ. Khi tôi có sức mạnh đó, những tình huống đầy khổ não có thể đến, nhưng trong tâm tôi, không cảm thấy đau khổ. Nếu ai đấy ném đá, thì không đụng vào người tôi. Nếu ai đấy chửi mắng tôi – cũng không có vấn đề gì. Đầu óc tôi được giữ lạnh mát, và không có phản ứng gì tức khắc. Cũng không có chối bỏ. Hãy chấp nhận tình huống xảy ra. Sự chấp nhận đó giúp tôi có được sự bình tĩnh nội tâm. Rồi cảm giác bình tĩnh đó của tôi, một mình nó sẽ giúp giải quyết tình huống. Tôi cũng sẽ biết rõ tốt hơn là làm gì và không làm gì.
Bà cũng cho rằng thực nghiệm đau khổ là một hành vi vô nghĩa vì khi bạn cảm thấy đau khổ về chuyện gì đó, thì nên biết rằng bạn đang thiếu một sự hiểu biết nào đó. Vì ai mà tôi cảm thấy đau khổ? Đau khổ như vậy có ai giúp tôi và người khác hay không? Từ trong tâm, con người tạo ra cho mình nhiều tình huống khó khăn. Thí dụ, thái độ ngạo nghễ khiến bạn thiếu sự tôn trọng và khiến bạn đau khổ. Ngạo nghễ tạo ra ý muốn được sự tôn trọng và chú ý. Và khi bạn không được như vậy thì bạn cảm thấy như là bị chửi mắng vậy. Phương châm của bà là tôi có những đức hạnh tốt, và hành vi của tôi đều thiện lành thì tôi cũng được nhiều may mắn, câu nói quen thuộc của bà: "Om sannni". "Om sanni" có nghĩa là: "tôi bình yên, và bạn cũng bình yên, tôi như thế nào thì bạn như thế ấy".
Kẻ thù của chính bản thân. Đây cũng là một nhận thức rất sâu sắc của bà. Theo bà thì con người có xu hướng hướng ngoại nhưng tận cùng giải pháp của mọi vấn đề lại không nằm ở bên ngoài. Thay vì đặt các câu hỏi tại sao (có hình ba ngón tay-chữ W), ta chỉ cần dùng một ngón tay. Ngón tay đó không chỉ về phía người khác mà trỏ vào mình. Hướng vào nội tâm của mình, tự khắc tâm trí sẽ tập trung và ổn định. Khi tâm trí ổn định và tập trung, ta sẽ có nhiều câu trả lời cho các vấn đề của mình.
Có ba điều mà con người hay mắc phải: hoang mang, căng thẳng và sợ hãi. Khi hoang mang, tâm trí của chúng ta không còn sáng suốt, như một ngọn đèn không cháy vì cầu chì bị đứt. Nhiều người không có khả năng soi rọi bên trong mình. Chúng ta hãy thực hành, tích lũy sự tĩnh lặng của nội tâm để có được con mắt nhìn vào bên trong. Và cũng có 3 điều mà con người nên nhớ: hãy tỉnh táo, hãy chính xác và đừng tạo nên kẻ thù. Trước một thế giới bên ngoài có nhiều điều giả tạo, thay vì đẩy lùi nó, con người hiện đại lại thường trấn áp và đè nén những hạt giống tốt có sẵn trong mình.
Theo bà thì khi chúng ta thực hành nghệ thuật nghĩ đúng, ta sẽ phát triển niềm tin và điều này mang lại sự tự tin cho chúng ta. Vũ khí cho các cuộc chiến trong nội tâm chúng ta không gì khác chính là sự tĩnh lặng. Với trạng thái liên tục yêu thương, ta sẽ trở nên điềm tĩnh. Khi trong nội tâm ta tràn ngập tình yêu thương, tình bằng hữu, năng lượng thương yêu ấy sẽ lan tỏa đến những người xung quanh ta. Có ba nhược điểm mà con người cần chấm dứt: lười biếng, bất cẩn, hay biện bạch và cáo lỗi. Chấm dứt ba nhược điểm này, thành công sẽ đến với các bạn. Các bạn hãy xây dựng một thế giới nội tâm xinh đẹp, hãy quan tâm, chia sẻ và truyền cho người khác những nhiệt tình. Câu nói của bà: "Tâm trí của bạn hãy mạnh khỏe. Đức hạnh của bạn hãy giàu có và hãy vui vẻ với mọi người, hãy làm sao cho sự bình yên lan tỏa đến nhiều người".

## Cống hiến
Trong suốt cuộc đời mình, bà Dadi Janki với tinh thần lạc quan, tâm hồn trong sáng và trái tim đầy trắc ẩn đã hoạt động không mệt mỏi cho mục tiêu mang lại đời sống bình yên, hòa hợp của cộng đồng các dân tộc trên thế giới. Bà đã đi khắp thế giới truyền cảm hứng, khai sáng, khích lệ cho tất cả những ai gặp bà tin rằng tự bản thân họ có thể biến điều không thể thành hiện thực, nếu chúng ta nhìn tận sâu bên trong con người mình để nhận ra chúng ta là ai, chúng ta cần làm gì lúc này. Những tư tưởng tiến bộ của Dadi Janki không chỉ thể hiện qua những bài giảng, những buổi diễn thuyết mà còn được đăng tải trên tạp chí Retreat với các bài: Đôi cánh của tâm hồn, Tình yêu của Thượng đế, Bí mật của sự yên lặng... Ngoài ra, những tư tưởng ấy còn được tập hợp thành sách mang tên "Từ nội tâm hướng ra bên ngoài".

## Nhận xét về bà
Có thể nói, những gì Dadi Janki chia sẻ là những chân lý vốn không mới nhưng không bao giờ cũ. Điều quan trọng là chúng ta được nghe lại những điều đó không phải từ một "diễn giả" nói suông, mà từ con người đã đạt được năng lượng bình an thật sự. Nếu không có tình yêu dành cho chân lý và một trái tim quảng đại, bà Dadi Janki đã không truyền được cảm hứng bình an cho hàng triệu người. Bình an, với Dadi Janki, là trạng thái nguyên thủy mà bất cứ ai cũng đạt được khi ta hiểu sâu sắc về chính mình. Bác sĩ Trương Thìn - chủ tịch Hội đông y Thành phố Hồ Chí Minh đã nhận định bà là "Một biểu tượng của bình an".